# 梁湖乡
梁湖乡，是中华人民共和国甘肃省酒泉市瓜州县下辖的一个乡镇级行政单位。

## 行政区划
梁湖乡下辖以下地区：
双州村、雁湖村、陈家庄村、银河村、岷州村、金梧村和青山村。